# Timo Bichler
Timo Bichler (Burghausen, 22 maart 1999) is een Duits voormalig baanwielrenner.

## Carrière
Bichler werd in 2018 derde op de teamsprint tijdens de Europese kampioenschappen baanwielrennen. In 2021 nam hij deel aan de Olympische Zomerspelen 2020. Samen met Stefan Bötticher en Maximilian Levy eindigde hij vijfde op het onderdeel teamsprint.

## Palmares
| Jaar     | DK                           | EK         | WK         | Overig                           |
| Junioren | Junioren                     | Junioren   | Junioren   | Junioren                         |
| -------- | ---------------------------- | ---------- | ---------- | -------------------------------- |
| 2015     | teamsprint                   |            |            |                                  |
| 2016     | keirin · sprint              | keirin     |            |                                  |
| 2017     | teamsprint · sprint · keirin | teamsprint | teamsprint |                                  |
| Elite    |                              |            |            |                                  |
| 2018     | teamsprint                   | teamsprint |            |                                  |
| 2019     | teamsprint                   |            |            |                                  |
| 2020     |                              |            |            |                                  |
| 2021     |                              |            |            | Olympische Spelen: 5e teamsprint |